# Per Hägglund
Per Hägglund, född 23 februari 1957, är en svensk musiker, artist, låtskrivare och musikproducent.  
Efter att ha medverkat som saxofonist under Ebba Gröns sista turné 1982 var han med och startade Imperiet, där han som keyboardist, saxofonist och låtskrivare var kvar som medlem till 1987. 
Hägglund har medverkat som musiker på inspelningar med Ebba Grön, Imperiet, Reeperbahn, Jakob Hellman, Madhouse, Micke Hagström & The Cosmic Cowboys, m fl. 
Som låtskrivare har han medverkat på Thåströms skivor "Det är ni som e dom konstiga det är jag som e normal", "Mannen som blev en gris", "Skebokvarnsv. 209", "Kärlek är för dom", "Beväpna dig med vingar" och "Den morronen". Han har även producerat tre av Hurulas album – EP:n "Oss är allt", som belönades med Grammis för Årets Rock 2018, "Klass" som belönades med Grammis för Årets Rock 2019, samt "Jehova".
Per Hägglund har vidare, utöver musik till reklam och spelfilm, skrivit musik till ett flertal uppsättningar på Dramaten, Unga Riks, Radioteatern, Nationaltheatret, m fl.
Han var chef för musiksajten Digfi 2000-2006 samt SAMI:s medlemsservice 2007-2011, och startade därefter Autonom Management tillsammans med Niklas Pankan Bergson.

## Diskografi

### Bandmedlem

#### Imperiet
- 1983 – Rasera
- 1984 – Imperiet (Mini-LP)
- 1985 – Blå himlen blues
- 1986 – Synd
- 1988 – Imperiet (engelska)

### Medverkande musiker

#### Ebba Grön
- 1982 – Ebba Grön

#### Jakob Hellman
- 1989 – ...och stora havet

#### Reeperbahn
- 1983 – Peep-Show

### Låtskrivare

#### Thåström
- 1999 – Det är ni som e dom konstiga det är jag som e normal
- 2002 – Mannen som blev en gris
- 2005 – Skebokvarnsv. 209
- 2009 – Kärlek är för dom
- 2012 – Beväpna dig med vingar
- 2015 – Den morronen

### Producent

#### Hurula
- 2018 – Oss är allt (EP)
- 2019 – Klass
- 2020 – Jehova